# ليز بنسون
ليز بنسون (بالإنجليزية: Liz Benson)‏ هي ممثلة نيجيرية، ولدت في 1966 في نيجيريا.

## وصلات خارجية
- ليز بنسون على موقع IMDb (الإنجليزية)
- ليز بنسون على موقع قاعدة بيانات الفيلم (الإنجليزية)